# 약진하는 프랑스

약진하는 프랑스(프랑스어: Debout la France, 약칭 DLF)은 프랑스의 정당으로 집권여당인 대중운동연합 (UMP) 중 일부세력이 탈당해 창당하였다. 이 당은 드골주의와 주권주의의 정통 계승자라 자임하고 있다.
니콜라 뒤퐁엔냥이 이끌고 있으며, 프랑스 하원 국민의회에 두 석을 가지고 있다. 듀퐁타냑은 2007년의 프랑스 대선에 출마하려 하였으나, 후보 등록 조건인 500명의 연서를 받지 못해 실패한 적이 있다. 후보등록에 실패한 후, UMP의 후보로 출마한 니콜라 사르코지를 포함한 어떤 당도 지지하지 않았다. 그러나 2007년의 의회 선거에서 대중운동연합과의 선거연합을 통해 자신의 정치적 지역기반인 에손에서 재당선된 바 있다.
약진하는 프랑스는 현재 유럽 보수와 개혁에 소속되었고, 2019년 유럽 의회 선거에서 소상공인과 농민의 국민중심과 연정하여 정치연합 프랑스의 연인으로 활동하기도 했다.